# Sinaasappelkorst-associatie
De sinaasappelkorst-associatie (Calogayetum pusillae) is een associatie uit het citroenkorst-verbond (Calogayion decipientis). De associatie omvat eutrafente rots- en muurvegetatie.

## Naamgeving en codering
| Caloplacetum saxicolae (Du Rietz 1925) Kaiser 1926 |

- Syntaxoncode voor Nederland (rVvN): r49Bb02
- BWK-karteringscode: km

De wetenschappelijke naam Calogayetum pusillae is afgeleid van de botanische naam van sinaasappelkorst (Calogaya pusilla). Dit korstmos geldt als kensoort voor de associatie en treedt hierin vaak aspectbepalend op.

## Fysiognomie
Fysiognomisch is de sinaasappelkorst-associatie meestal vrij duidelijk gekarakteriseerd. Het betreft een doorgaans kleurrijke gemeenschap waarin het vegetatieaspect wordt gevormd door een vlekkenpatroon van vooral gele, oranje, witte en grijze, korstvormende lichenen. Dikwijls bepalen placodioide soorten het aspect. Het meest karakteristiek zijn veelal de opvallende associatiekensoorten sinaasappelkorst en stoffige citroenkorst. In iets mindere mate kunnen ook gelobde citroenkorst en kerkcitroenkorst optreden als kenmerkende aspectbepalende soorten.
De vegetatiestructuur van de sinaasappelkorst-associatie is zeer eenvoudig. Het bestaat uit slechts één vegetatielaag; dit betreft een zeer lage moslaag van enkele millimeters hoog. Deze laag wordt gedomineerd door korstvormende korstmossen die zeer plat aangedrukt tegen het substraatoppervlak groeien. Van de kleinere korstmossentaxa is het thallus veelal verzonken in het substraat en vallen alleen de apotheciën op.
Doorgaans treedt de sinaasappelkorst-associatie puntvormig – met kleine oppervlakten – in het landschap op (bijvoorbeeld op afzetbollen en grafstenen). Veel minder vaak kan deze gemeenschap ook lintvormig optreden (bijvoorbeeld op betonnen geluidschermen).

## Ecologie

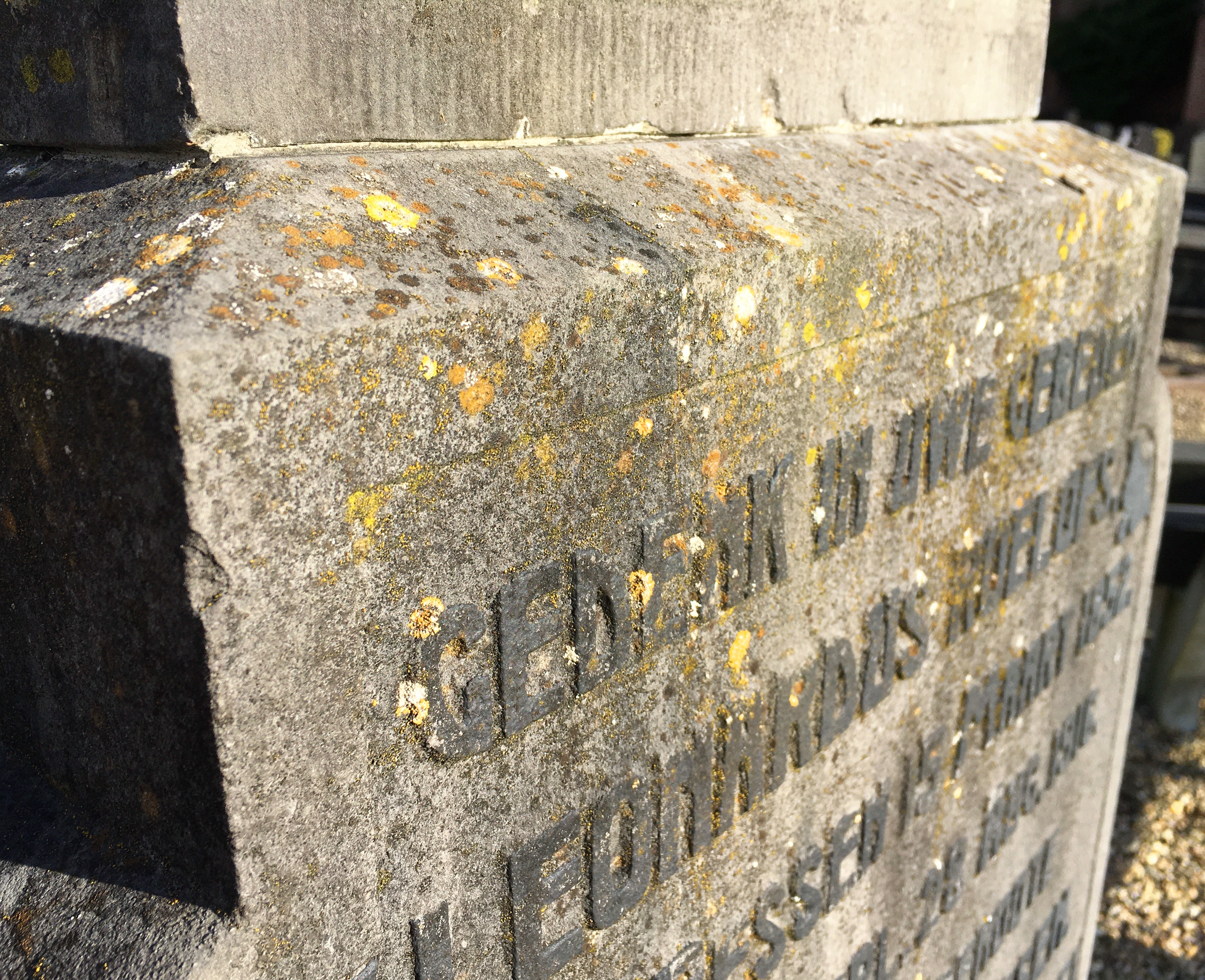
Kleurrijk aspect van de sinaasappelkorst-associatie op een zuidelijk geëxponeerde grafsteen.

De sinaasappelkorst-associatie treedt op als een uitgesproken cultuurvolgend, epilitisch vegetatietype. Het koloniseert eutrofe, stenige, solide substraten met een antropogene oorsprong of bewerking. Dikwijls gaat het om kalkhoudende steen zoals beton, cement(voegen), kalkhoudende baksteen en harde kalksteen. Soms koloniseert de gemeenschap echter ook zure (uitgeloogde) baksteen die licht is geëutrofieerd. De associatie is ombrotrafent en komt vooral tot ontwikkeling op verticale, hellende en rond aflopende steenoppervlakken; in aanzienlijk mindere mate koloniseert het ook horizontale oppervlakken. Doorgaans betreft het standplaatsen met een relatief lage luchtvochtigheid. Belangrijk is dat het steensubstraat nadat het nat is geworden (bijvoorbeeld na een bui) relatief snel weer kan opdrogen. De gemeenschap groeit gewoonlijk in milieus die zijn blootgesteld aan het volle zonlicht; slechts zelden kan het zich ook op licht beschaduwde plekken ontwikkelen. Over het algemeen komt de associatie het best tot ontwikkeling op groeiplaatsen die op het zuiden zijn geëxponeerd. 

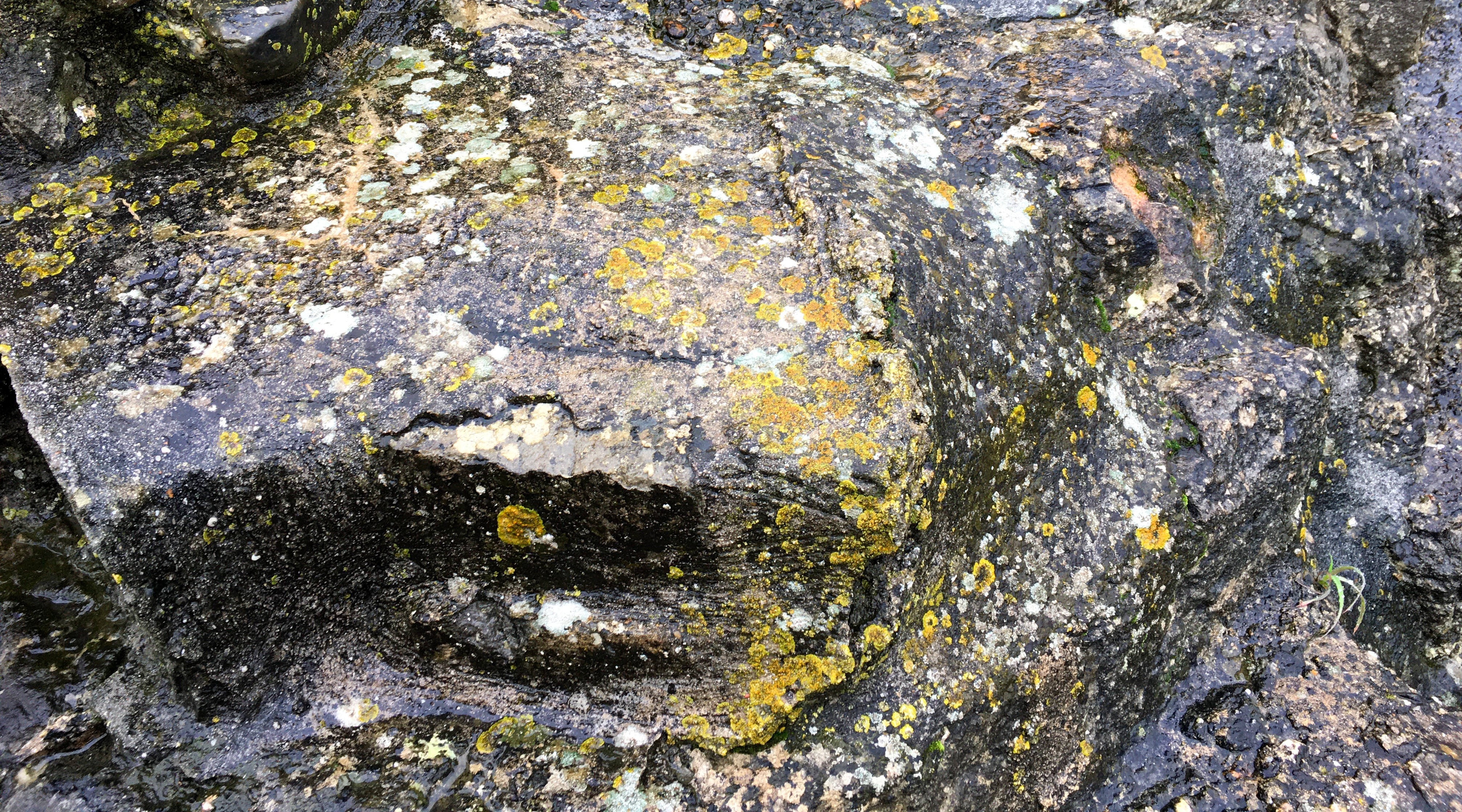
Vorm van de sinaasappelkorst-associatie met veel gelobde citroenkorst op een oude kasteelmuur van beton en harde kalksteen (hier opdrogend na een bui).

Vaak treedt de sinaasappelkorst-associatie op als muurvegetatie. Ook wordt het dikwijls aangetroffen op allerlei (andere) typen betonnen structuren zoals kunstwerken, grafstenen, afzetbollen, afzetpalen, schamppalen, schrikblokken, varkensruggen, stoepranden en geluidschermen. Eveneens verschijnt deze gemeenschap vaak op dakbedekking van beton, asbest(cement) of harde kalksteen. Fragmentair is de associatie ook te vinden op onbetreden (delen van) stoeptegels.

## Vegetatiezonering
In de vegetatiezonering vormt de sinaasappelkorst-associatie vaak contactgemeenschappen van andere epilitische syntaxa. Zo kan de associatie grenzen aan verscheidene andere gemeenschappen uit de klasse van stippelkorsten en achterlichtmossen. In het bijzonder valt hierbij op dat de sinaasappelkorst-associatie vaak in contact staat met de muisjesmos-associatie, waarmee het bovendien vegetatiemozaïeken kan vormen. Ook de dambordjes-associatie en citroenkorst-associatie worden veel aangetroffen als contactgemeenschappen. Voorts wordt de sinaasappelkorst-associatie regelmatig in contact aangetroffen met de (bij de klasse van bisschopsmutsen en landkaartmossen ingedeelde) associatie van dunne blauwkorst; dit ziet men vooral op relatief oude, kleine muren langs bijvoorbeeld tuinen en begraafplaatsen.

## Verspreiding
Het volledige verspreidingsgebied van de sinaasappelkorst-associatie op Aarde is (nog) niet bekend. In Nederland en Vlaanderen is de associatie zeer algemeen en kent een duidelijk zwaartepunt in de urbane gebieden.

## Diagnostische taxa
In de onderstaande synoptische tabel staan de belangrijkste diagnostische taxa van de sinaasappelkorst-associatie.
| Kentaxon | Triviale naam          | Botanische naam    | Opmerking |
| -------- | ---------------------- | ------------------ | --------- |
| kA       | sinaasappelkorst       | Calogaya pusilla   |           |
| kA       | stoffige citroenkorst  | Calogaya decipiens |           |
| kA       | stofglimschoteltje     | Lecania erysibe    |           |
| kV       | gewone citroenkorst    | Flavoplaca citrina |           |
| kK       | verborgen schotelkorst | Lecanora dispersa  |           |
| kK       | kalkschotelkorst       | Lecanora albescens |           |
| kK       | muurschotelkorst       | Lecanora muralis   |           |

## Natuurbeheer
De sinaasappelkorst-associatie is een gemeenschap die het best aansluit bij de functionele natuurvisie.

## Fotogalerij

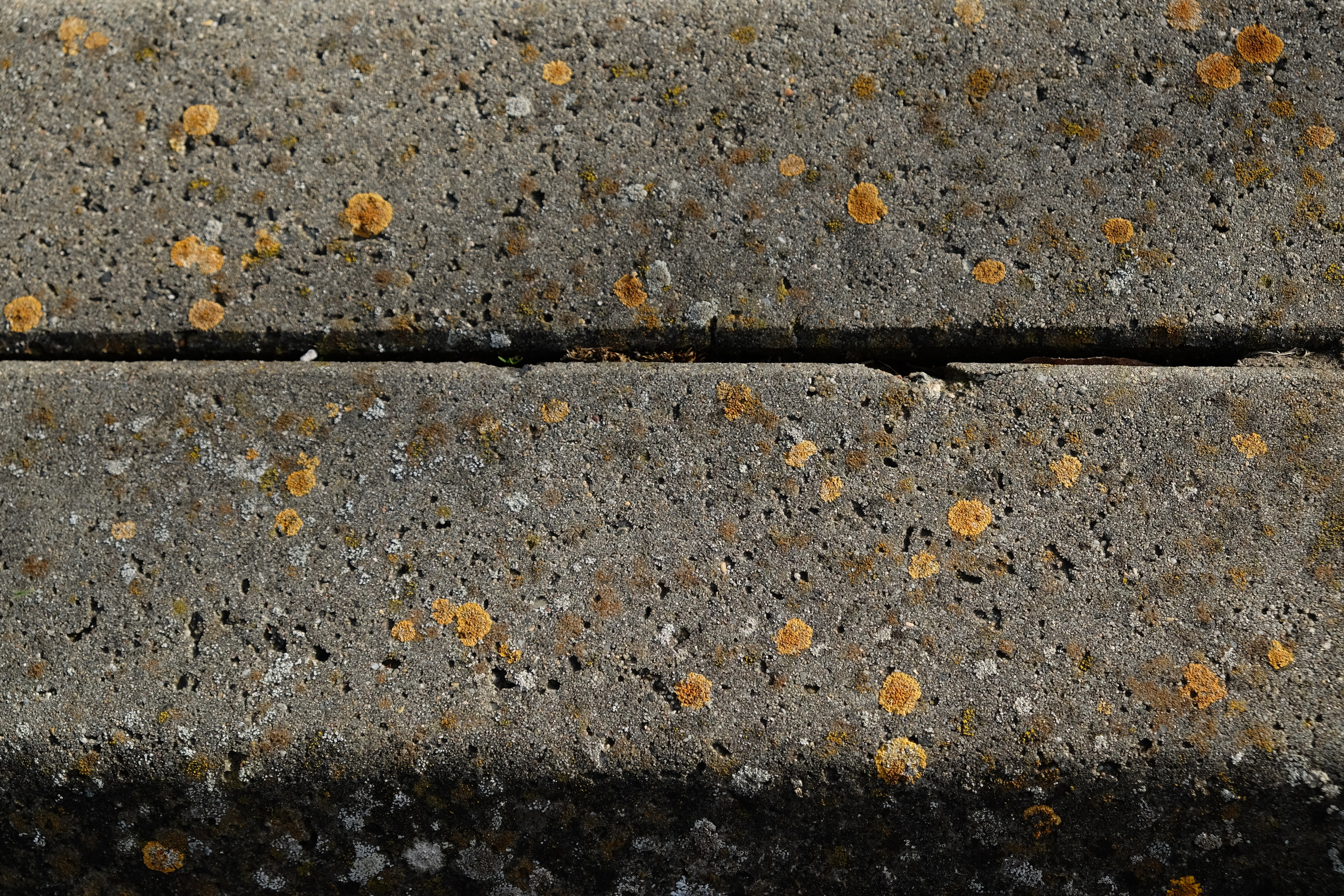
De sinaasappelkorst-associatie op een trottoirband
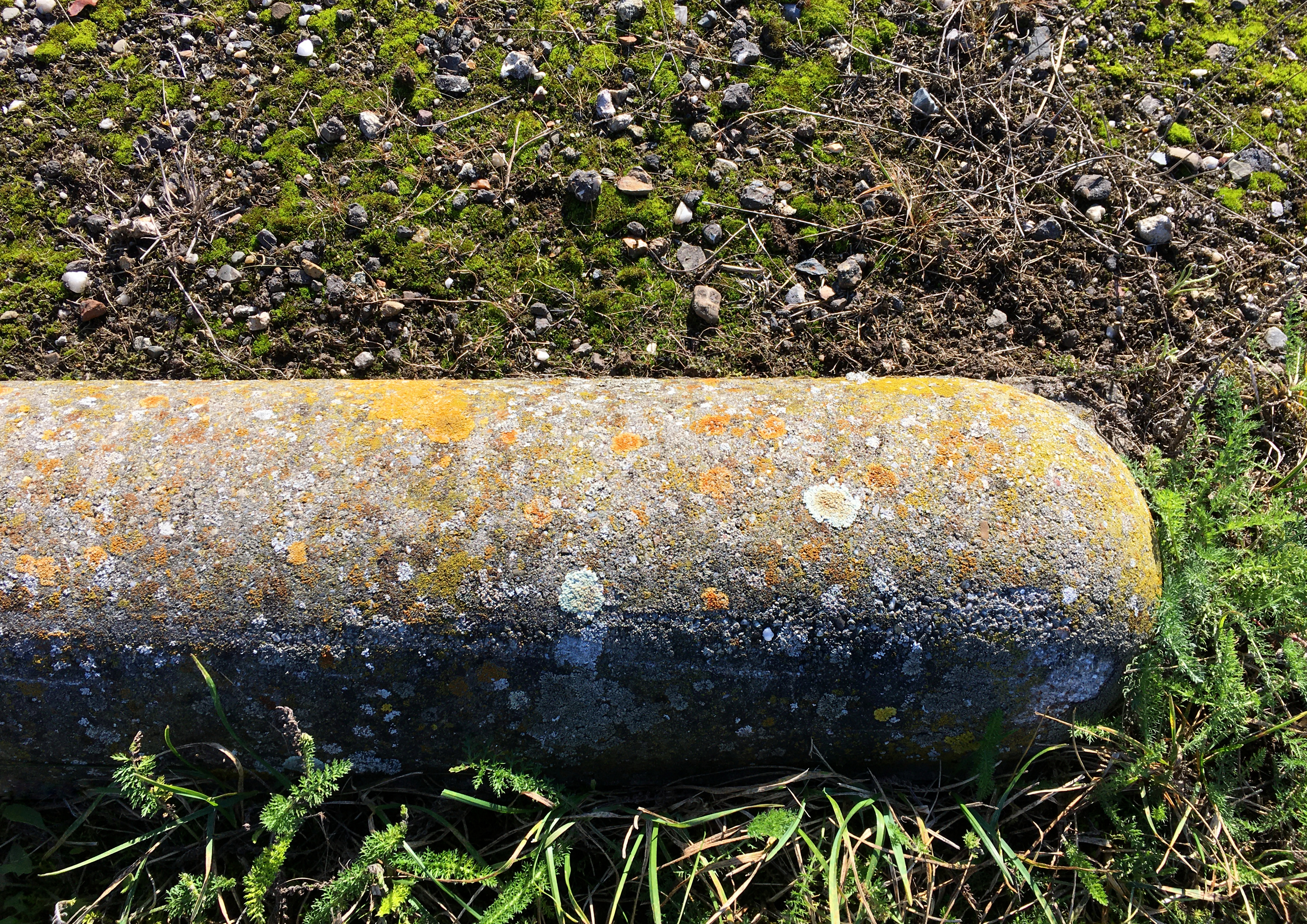
De sinaasappelkorst-associatie op een varkensrug
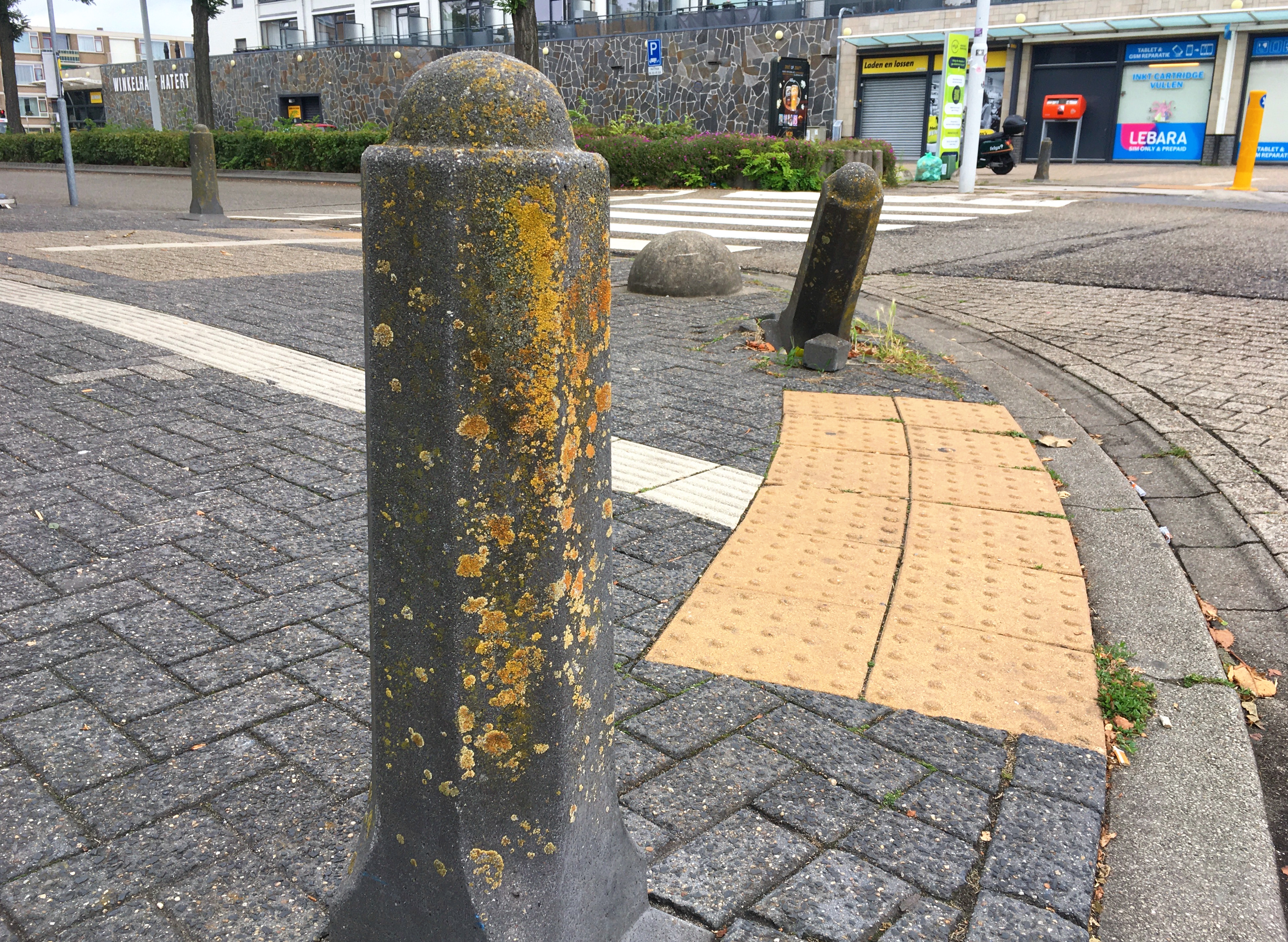
De sinaasappelkorst-associatie op een afzetpaal
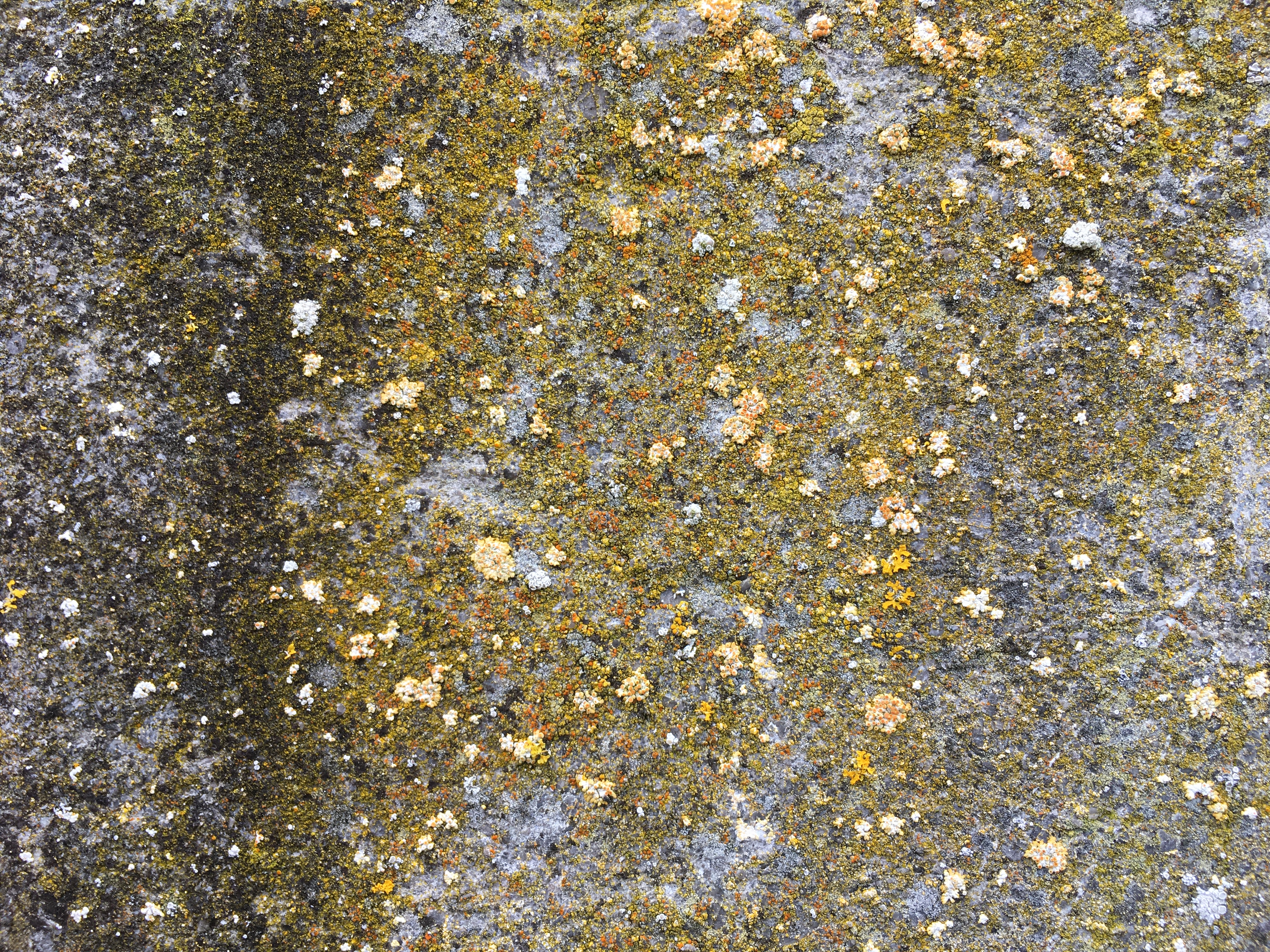
De associatie op een betonnen wand
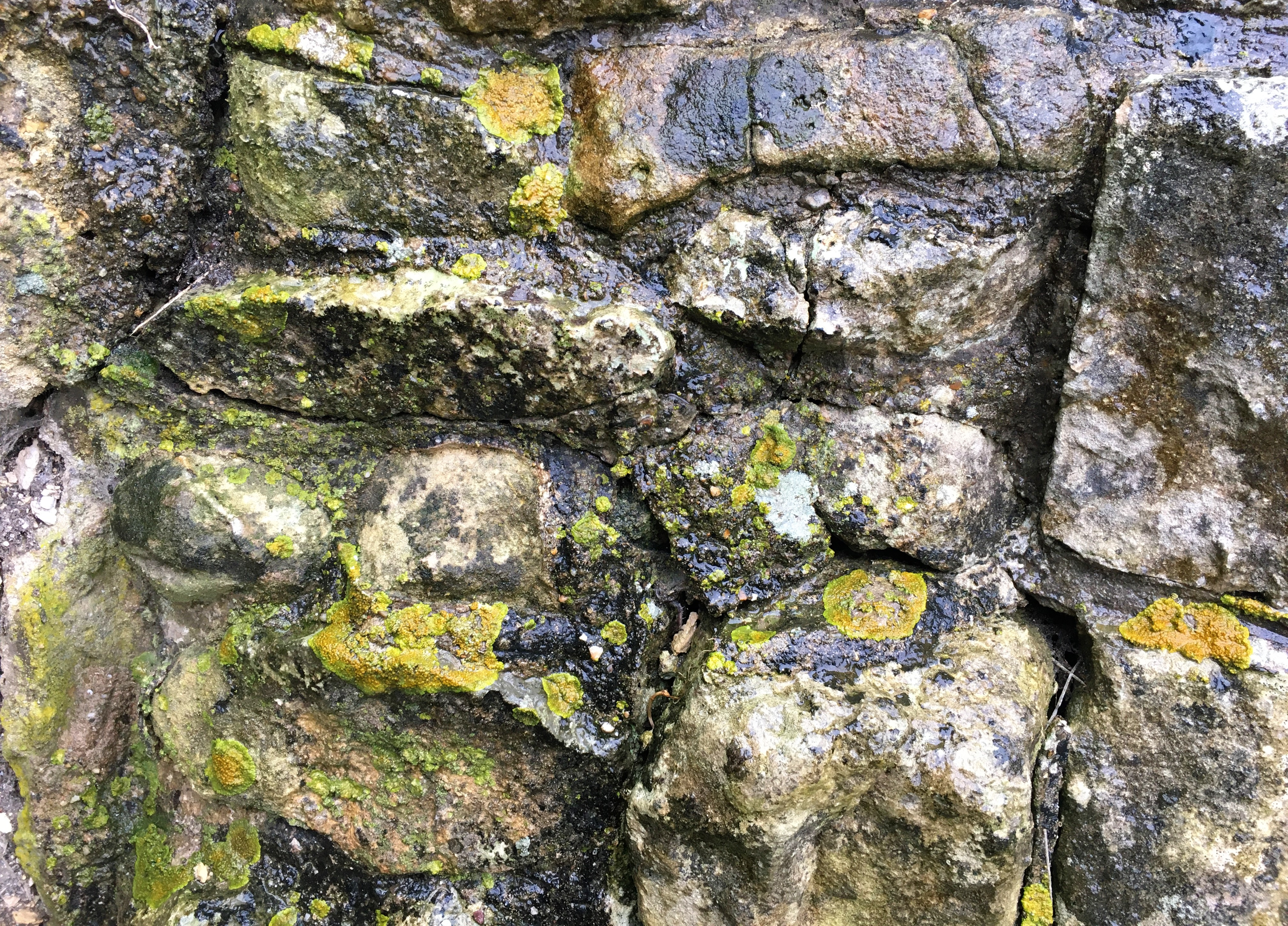
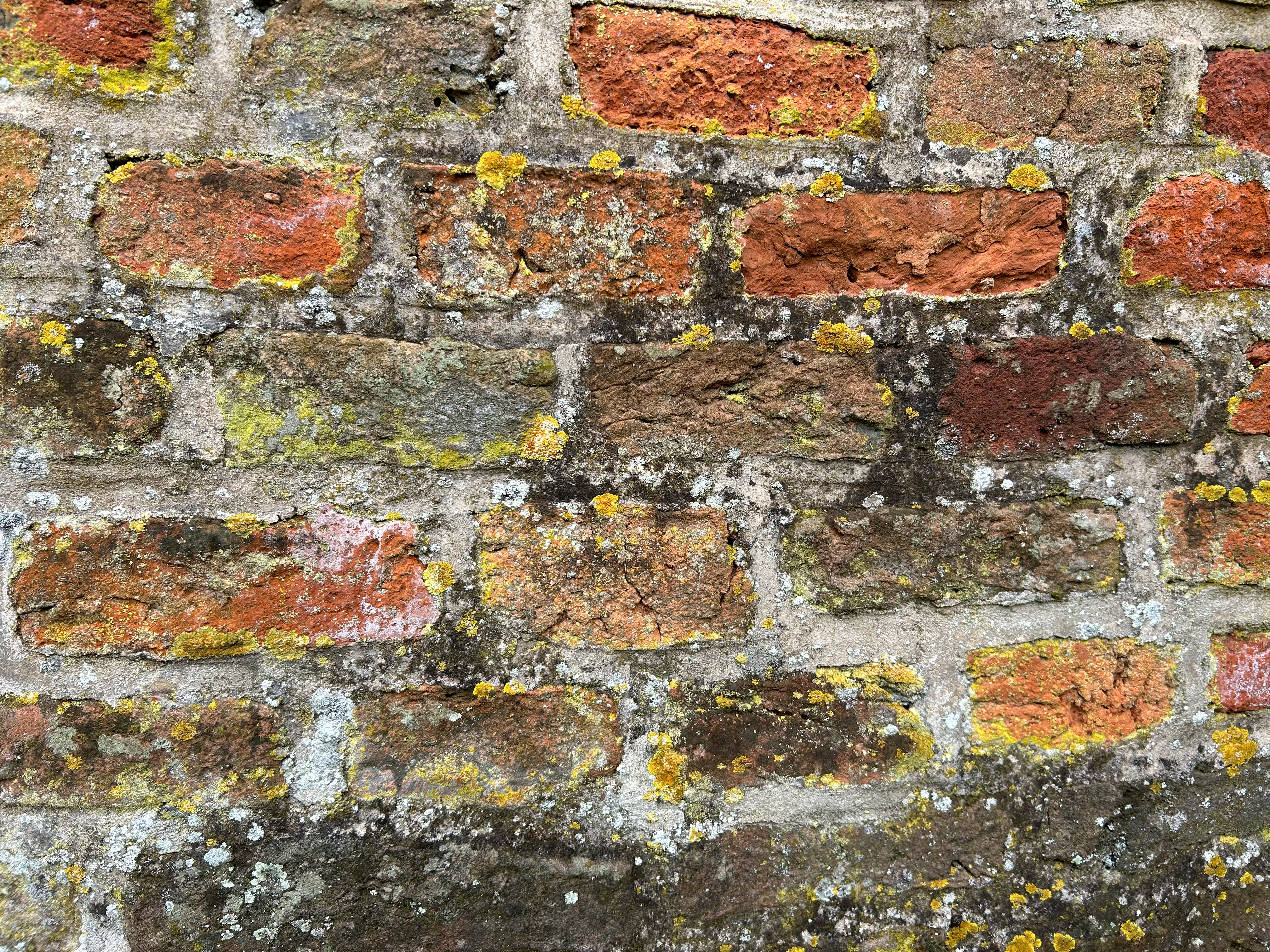
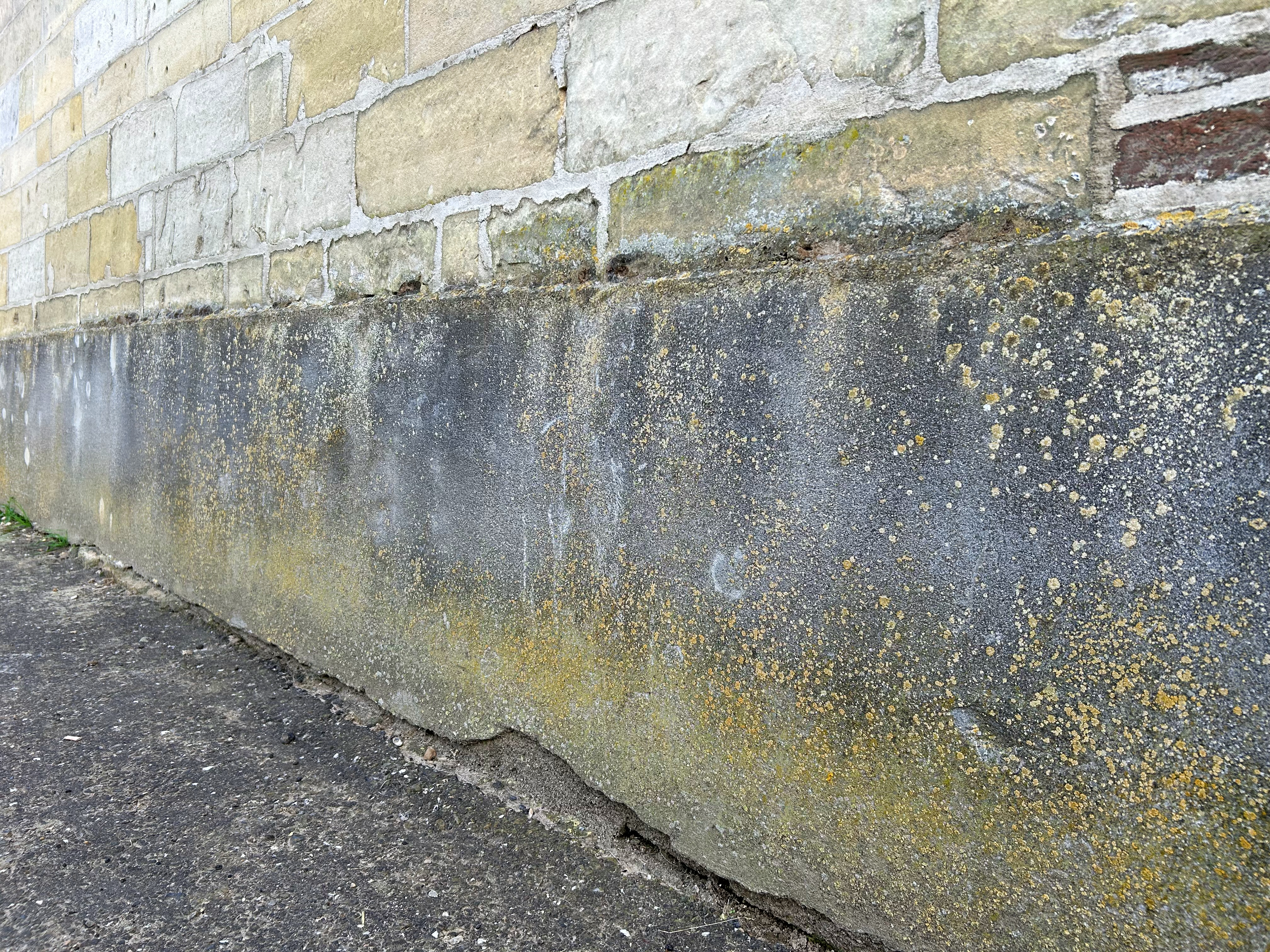
Vegetatieaspect op een betonnen muurvoet